# Togo's
Togo's Eateries (se prononce Togo, comme le pays), est une chaîne de restauration rapide américaine qui appartient à Mainsail Partners. Son siège est situé à San José, Californie.
On retrouve ces restaurants sur tout le territoire américain, et dans l'est du pays, ils sont souvent combinés avec Dunkin Donuts' et Baskin-Robbins. La chaîne est devenue une société privée non cotée en 2007. La plupart des restaurants sont des franchises.

## Historique

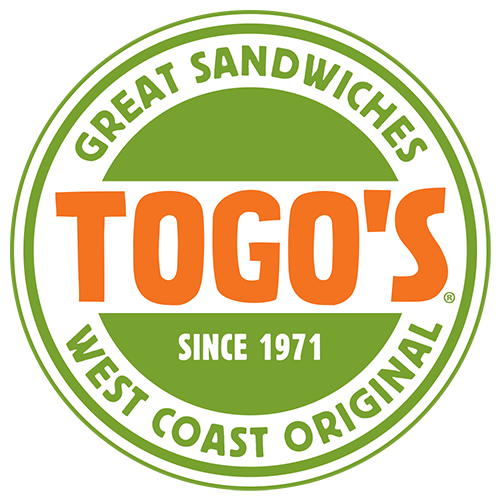
Logo jusqu'en 2018

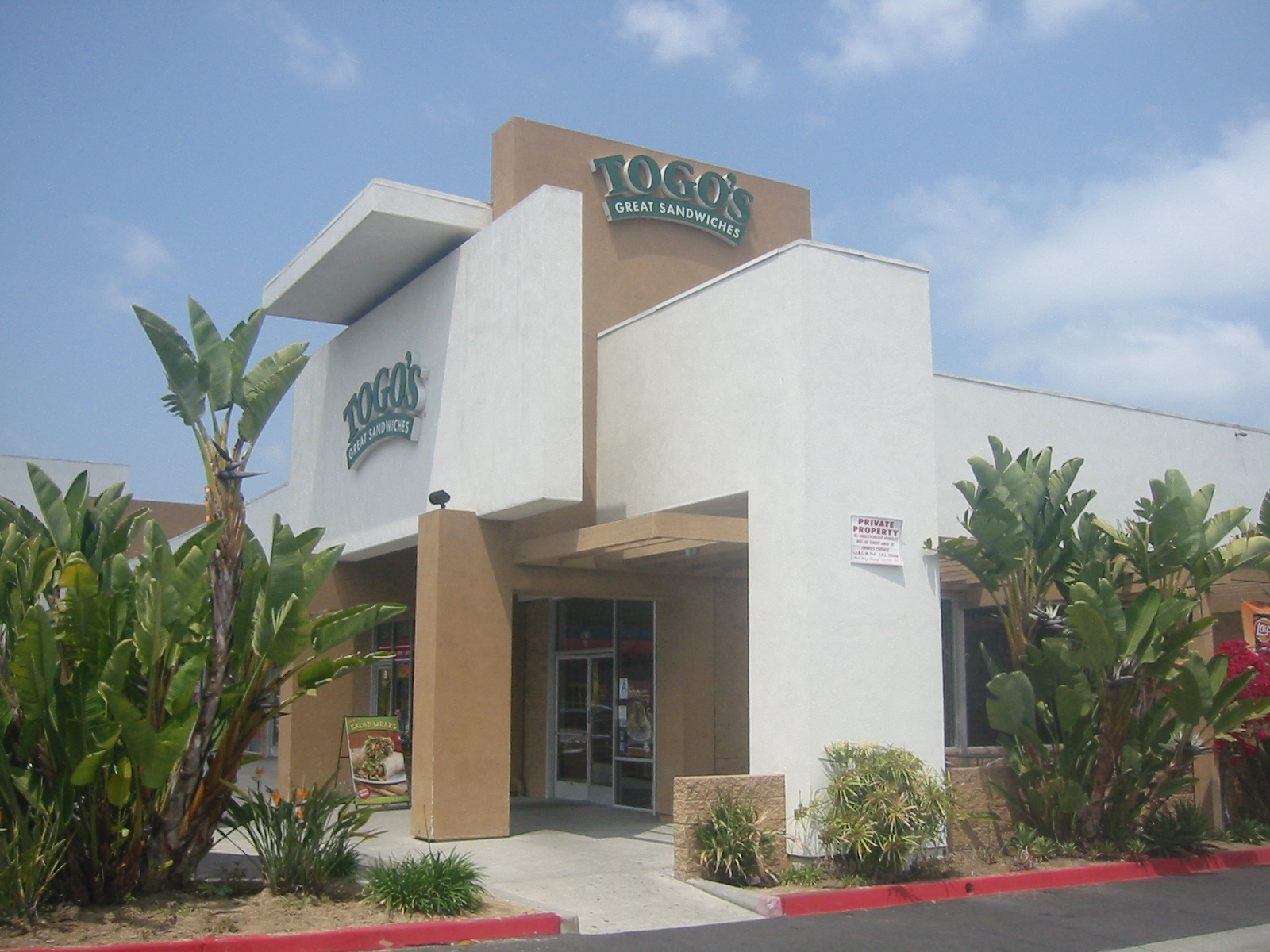
Restaurant Togo's à Los Angeles, Californie

Le premier Togo's a ouvert à San José, Californie en 1967. À cette époque, l'établissement était si petit que l'enseigne « Sandwich to go » (sandwich à emporter) ne tenait que sur deux lignes. Seules quatre personnes pouvaient entrer à la fois. 
En 1971, le restaurant est acheté par un étudiant. En 1997, Togo’s est acheté par Dunkin' Donuts. En 2001, on compte 350 restaurants Togo’s, qui servent plus de 25 sandwichs différents.
En novembre 2007, Togo's est racheté par Mainsail Partners, une société de San Francisco, en partenariat avec Tony Gioia, ancien président de Baskin-Robbins. En 2015, l'enseigne est rachetée par Nimes Capital.